# Хлор-моноксид
Хлор-моноксид је оксид хлора хемијске формуле , где је оксидациони број хлора +1.

## Добијање
Добија се превођењем сувог хлора преко претходно загрејаног меркуриоксида на температури од 400 °C:
{\displaystyle \mathrm {2HgO+2Cl_{2}\longrightarrow \;Hg_{2}OCl_{2}+Cl_{2}O} }

## Својства
На собној температури, хлор-моноксид је блед, наранџастожут гас, који се лако кондензује у црвеномрку течност. Она кључа на 3,8 °C, при притиску од 766 mm. Оба агрегатна стања су непостојана и лако се експлозивно распадају. Гас експлодира при додиру са сумпором, фосфором или неким од једињења угљеника, а течност и при веома благом удару.
Може се сматрати анхидридом хипохлорасте киселине, јер реагује са водом у односу 1 запремина воде:200 запремина гаса на 0 °C:
{\displaystyle \mathrm {H_{2}O+Cl_{2}O\longrightarrow \;2HOCl} }
| Особина                  | Вредност |
| ------------------------ | -------- |
| Партициони коефицијент ( | 1,0      |
| Растворљивост (logS, log(mol/L))        | -0,5     |
| Поларна површина (PSA, Å2)  | 9,2      |

## Доказивање
Састав овог једињења је доказан захваљујући својству да се са повишењем температуре распада на две запремине хлора и једну кисеоника. Густина паре је око 43,5 (H2 = 1).